# Bohemund VI.
Bohemund VI. (1237. – 1275.), knez Antiohije (1252. – 1268.) i grof Tripolija (1252. – 1275.). Sin Bohemunda V. i Lucije. Spor s Armencima iz vremena vladavine njegova oca je riješen 1521. Bohemundovim brakom sa Sibilom, kćeri armenskog kralja Hetuma I., koji je konačno donio mir. Bohemund je naslijedio oca 1252. i utvrdio se u Antiohiji, napustivši Tripoli. U veljači 1258. stekao je priznanje svoga nećaka Huge II., ciparskoga kralja kao kralja Jeruzalema. Izgubivši Antiohiju, koju je 1268. zauzeo egipatski sultan Baibars, povukao se u Tripoli. Tako je pala najbogatija i najstarija križarska država. Nalijedio ga je sin Bohemund VII.